# Вика Жигулина
Викторија Корнева, познатија као Вика Жигулина (Кахул, 18. фебруар 1986) румунска је певачица, музички продуцент и диск џокеј.

## Биографија
Корнева је рођена у Кахулу у Молдавији, а 2000. године преселила се у Темишвар где је наставила школовање. Певала је у локалним темишварским клубовима, а након тога и у клубовима у Букурешту. Била је чести гост радио станица у Румунији, а држављанство те земље добила је 2010. године. Тренутно ради као диск џокеј на Радију 2 Румунија и Вајб Еф-ему. 
Правила је миксеве песама са музичарима као што су АТБ, Томкрафт, Стив Анђело, Себастијан Ингросо и многи други. Широј јавности постала је позната као вокалисткиња песме Stereo Love, румунског продуцента и музичара Едварда Маје, а песма се нашла на великом броју музичких листа широм света. Први сингл под називом Memories објавила је 29. септембра 2012. године. Такође, музичарка се појавила на насловној страници румунске верзије часописа Плејбој у марту 2012. године.

## Синглови

### Као главни музичар
| Назив                                                                              | Година | Позиција | Позиција | Позиција | Позиција | Позиција | Позиција | Позиција | Позиција | Позиција | Позиција | Позиција | Сертификати | Албум                    |
| Назив                                                                              | Година | БЕЛ      | КАН      | ФРА      | НЕМ      | ИР       | ХОЛ      | ШПА      | ШВЕ      | ШВА      | УК       | САД      | Сертификати | Албум                    |
| ---------------------------------------------------------------------------------- | ------ | -------- | -------- | -------- | -------- | -------- | -------- | -------- | -------- | -------- | -------- | -------- | --- | ------------------------ |
| Stereo Love (Вика Жигулина и Едвард Маја)                                          | 2009   | 2        | 19       | 1        | 4        | 1        | 5        | 1        | 1        | 2        | 4        | 16       | - БЕЛ: златни - MC: 2x Платинасти - BVMI: Платинасти - : 2× Платинасти - ШВЕ: Платинасти - ШВЕ: Платинасти - УК: Златни - Америчко удружење дискографских кућа: Платинасти | The Stereo Love Show     |
| Memories                                                                           | 2012   | —        | —        | —        | —        | —        | —        | —        | —        | —        | —        | —        | | Није ни на једном албуму |
| Love of My Life (Вика Жигулина и Едвард Маја)                                      | 2014   | —        | —        | —        | —        | —        | —        | —        | —        | —        | —        | —        | | Није ни на једном албуму |
| "—" означава албуме који нису били на листама или нису били објављени у тој држави |        |          |          |          |          |          |          |          |          |          |          |          | |                          |

### Као гостујући музичар
| Назив                                                                              | Година | Позиција | Позиција | Позиција | Позиција | Позиција | Позиција | Позиција | Позиција | Позиција | Позиција | Позиција | Албум                    |
| Назив                                                                              | Година | БЕЛ      | КАН      | ФРА      | НЕМ      | ИР       | ХОЛ      | ШПА      | ШВЕ      | ШВА      | УК       | САД      | Албум                    |
| ---------------------------------------------------------------------------------- | ------ | -------- | -------- | -------- | -------- | -------- | -------- | -------- | -------- | -------- | -------- | -------- | ------------------------ |
| This Is My Life (Едвард Маја и Вика Жигулина)                                      | 2010   | 12       | —        | 2        | —        | —        | 42       | —        | 58       | 43       | —        | —        | The Stereo Love Show     |
| Desert Rain (Едвард Маја и Вика Жигулина)                                          | 2011   | —        | —        | —        | —        | —        | —        | —        | —        | —        | —        | —        | Није ни на једном албуму |
| Mono in Love (Едвард Маја и Вика Жигулина)                                         | 2012   | —        | —        | —        | —        | —        | —        | —        | —        | —        | —        | —        | The Stereo Love Show     |
| Be Free (Едвард Маја и Вика Жигулина)                                              | 2019   | —        | —        | —        | —        | —        | —        | —        | —        | —        | —        | —        | Није ни на једном албуму |
| "—" означава албуме који нису били на листама или нису били објављени у тој држави |        |          |          |          |          |          |          |          |          |          |          |          |                          |